# NGC 1443
NGC 1443 је појединачна звезда у сазвежђу Еридан која се налази на NGC листи објеката дубоког неба.
Деклинација објекта је - 4° 3' 8" а ректасцензија 3h 45m 53,1s. Привидна величина (магнитуда) објекта NGC 1443 износи 11,6.